# برکت (آلبوم)
برکت یکی از آلبومهای محمد اصفهانی است که در مهر ۱۳۸۴ مصادف با اکتبر ۲۰۰۵ انتشار یافت.
این آلبوم پس از سه سال، بعد از آلبوم هفت سین عرضه شد که شامل ۱۲ قطعه می‌باشد .
همچنین برای اولین بار کلیپ تصویری در این آلبوم قرار داده شده که مربوط به باتو می‌باشد.
بر روی جلد این آلبوم به خط یدالله کابلی نوشته شده:
تقدیم به اصل برکت در عصر آخر

## قطعات
| فهرست آهنگ‌ها | فهرست آهنگ‌ها            | فهرست آهنگ‌ها         | فهرست آهنگ‌ها    | فهرست آهنگ‌ها                 | فهرست آهنگ‌ها |
| شماره        | نام                     | سراینده              | آهنگساز         | میکس، مسترینگ، تنظیم         | مدت          |
| ------------ | ----------------------- | -------------------- | --------------- | ---------------------------- | ------------ |
| ۱.           | «ماه نو»                | علی معلم             | ملودی قدیمی عرب | پدرام کشتکار و محمد اصفهانی  | ۰۳:۱۶        |
| ۲.           | «ستاره غریب»            | علیرضا قزوه          | پیروز ارجمند    | پدرام کشتکار - مهران اکرمیان | ۰۴:۴۹        |
| ۳.           | «هوای تو»               | رویا میر فخرایی      | پویا نیکپور     | پویا نیکپور                  | ۰۵:۴۲        |
| ۴.           | «طلب»                   | حافظ و قیصر امین پور | محمد اصفهانی    | مهراد شریف                   | ۰۴:۲۹        |
| ۵.           | «درد گنگ»               | هوشنگ ابتهاج         | علیرضا کهن دیری | علیرضا کهن دیری              | ۰۵:۳۸        |
| ۶.           | «با تو»                 | ترانه مکرم           | محمد اصفهانی    | مهراد شریف                   | ۰۵:۳۴        |
| ۷.           | «پرنده»                 | سعدی و مزدا شاهانی   | کامیل یغمایی    | کامیل یغمایی                 | ۰۷:۵۴        |
| ۸.           | «برآتش»                 | سعدی                 | آریا عظیمی نژاد | آریا عظیمی نژاد              | ۰۲:۲۰        |
| ۹.           | «مرو ای دوست»           | اهورا ایمان          | آریا عظیمی نژاد | آریا عظیمی‌نژاد               | ۰۸:۰۵        |
| ۱۰.          | «مناجات» (قطعه ی آوازی) |                      | آریا عظیمی نژاد | آریا عظیمی نژاد              | ۰۳:۳۹        |
| ۱۱.          | «شب تار»                | داریوش ارجمند        | امیریل ارجمند   | کامیل یغمایی                 | ۰۶:۱۸        |
| ۱۲.          | «ماه نو (بی کلام)»      |                      |                 | پدرام کشتکار                 | ۰۲:۴۲        |
| مجموع مدت:   | مجموع مدت:              | مجموع مدت:           | مجموع مدت:      | مجموع مدت:                   | ۱:۰۰:۲۹      |

کلیپ تصویری باتو

## عوامل استودیویی[۲]

### نوازندگان
- ویولون - آلتو : ارسلان کامکار ، رسول بهبهانی، مازیار ظهیرالدینی، علی جعفری پویان، بردیا کیارس

- سه تار : آریا عظیمی نژاد

- فلوت : شهرام رکوعی

- کمانچه : مهدی باقری

- نی : پیروز ارجمند

- سوت : علیرضا خورشید فر

- گیتار ( شب تار ) : کامیل یغمایی

- کیبورد : پویا نیک پور ، علیرضا کهن دیری ، پدرام کشتکار ، آریا عظیمی نژاد ، کامیل یغمایی ، مهراد شریف ، مهران اکرمیان

- همخوانان : شهرام رکوعی - آریا عظیمی نژاد (مرو ای دوست) ؛ اسماعیل مومن ثانی ، سید احمد مقیمی ، محمد جعفر صاحبی (ماه نو) ؛ حسن دادوران ، داود تک فلاح (ماه نو) ؛ پدرام کشتکار ، سارا نائینی ، مریم فخیمی

- امور صدا : ناصر فرهودی، ریموند موسسیان ، فرزین فردین فرد ، محمد موسوی ، آریا عظیمی نژاد ، کامیل یغمایی

- میکس قطعات طلب  و  باتو  : فرزین فردین فرد

- میکس قطعات درد گنگ ، ماه نو ، ستاره غریب ، هوی تو ، مرو ای دوستو مناجات : ریموند موسسیان

### دیگر عوامل
- خط : استاد یدالله کابلی

- عکس روی جلد : علی بوستان

- عکس داخل جلد : محمد بابایی

- گرافیک : طرح و یده فرس / نیره علفیان